# Alain Jomy
Alain Jomy est un compositeur de musique de film, critique musical, critique de cinéma, réalisateur, et écrivain français, né le 23 avril 1941 à Nice (France). 
Il s'est formé notamment à l'école normale de musique de Paris où il eut pour professeur Hélène Boschi.[réf. nécessaire]

## Filmographie
- 1972 : La Soirée du baron Swenbeck, de Hubert Niogret (court-métrage)
- 1974 : Nouvelles de Henry James, de Luc Béraud (feuilleton TV) (épisode Ce qui savait Morgan)
- 1976 : La Meilleure Façon de marcher, de Claude Miller
- 1977 : Dites-lui que je l'aime, de Claude Miller
- 1980 : L'Embrumé, de Josée Dayan (TV)
- 1980 : Haine, de Dominique Goult
- 1980 : La Petite sirène, de Roger Andrieux
- 1980 : Anthracite, d'Édouard Niermans
- 1981 : Instinct de femme, de Claude Othnin-Girard
- 1981 : Les Filles de Grenoble, de Joël Le Moigné
- 1984 : O Lugar do Morto, d'António-Pedro Vasconcelos
- 1985 : L'Art d'aimer, de Dominique Cabrera
- 1985 : L'Effrontée, de Claude Miller
- 1988 : La Petite Voleuse, de Claude Miller
- 1989 : Rupture de Raymonde Carasco
- 1991 : Flora de Dresde, de Alain Jomy (court-métrage)
- 1992 : Ladrão Que Rouba a Anão Tem Cem Anos de Prisão, de Jorge Paixão da Costa (court-métrage)
- 1992 : Le Lieutenant Lorena (Aqui D'El Rei!), d'António-Pedro Vasconcelos (TV)
- 1992 : Un ballon dans la tête, de Michaëla Watteaux (TV)
- 1992 : L'Accompagnatrice, de Claude Miller
- 1992 : Les Eaux dormantes, de Jacques Tréfouel
- 1993 : Une image de trop, de Jean-Claude Missiaen (TV)
- 1995 : Été brulant, de Jérôme Foulon (TV)
- 1996 : L'Île aux secrets, de Bruno Herbulot (TV)
- 1997 : Oranges amères, de Michel Such
- 1997 : Le Garçon d'orage, de Jérôme Foulon (TV)
- 1998 : Un taxi dans la nuit, d'Alain-Michel Blanc (TV)
- 1998 : Il n'y a pas d'amour sans histoires de Jérôme Foulon
- 1999 : Ras le bol (Jaime), d'António-Pedro Vasconcelos
- 2001 : Un cœur oublié, de Philippe Monnier (TV)
- 2001 : Une femme amoureuse, de Jérôme Foulon (TV)
- 2004 : Une autre vie de Luc Béraud
- 2005 : La storia di B. d'Alexandre Messina
- 2009 : Les Marais criminels d'Alexandre Messina

## Théâtre
- 1981 : Musique de La Môme vert-de-gris mis en scène par Jean-Pierre Bastid d'après Poison Ivy de Peter Cheyney

## Distinctions
- Diapason d'Or 2008 du DVD du film documentaire (1h 30) réalisé par Alain Jomy : Pablo Casals. Un musicien dans le monde.

## Publications
- Heureux comme à Monterey, Calmann-Levy, 2000
- Le livre d'Elena, Ramsay, 2007
- Olga et les siens, Alma Editeur, 2018